# Huguenot (Staten Island)
Huguenot es un barrio en la costa sur del borough de Staten Island, en la ciudad de Nueva York (Estados Unidos). Originalmente llamado "Bloomingview", luego recibió el nombre de los hugonotes, liderados por Daniel Perrin, quienes se establecieron en el área a fines del siglo XVII y principios del XVIII para escapar de la persecución religiosa. Huguenot limita con Arden Heights al norte, Woodrow al oeste, Prince's Bay al sur y Annadale al este. El barrio está representado en el Ayuntamiento de Nueva York por Joe Borelli, quien nació y se crio allí. Huguenot está representado en el Senado del Estado de Nueva York por Andrew Lanza y en la Asamblea del Estado de Nueva York por Michael Reilly .

## Historia
La comunidad recibió su nombre de los protestantes franceses que huían de la persecución en la Francia dominada por los católicos que se establecieron en el área en el siglo XVII y formaron uno de los primeros asentamientos permanentes en Staten Island.
La estación de Huguenot a lo largo del ferrocarril de Staten Island se abrió cuando el ferrocarril se extendió a Tottenville en 1860. Esta estación recibió el nombre de "Parque Huguenot", aunque en realidad no había ningún parque cerca, y en 1971 se eliminó la palabra "Parque".  El nombre sobrevive en la sucursal de Huguenot Park de la Biblioteca Pública de Nueva York que se abrió una cuadra al oeste de la estación.

## Religión
La parroquia católica local, Our Lady Star of the Sea, es una de las parroquias más grandes de South Shore y ha experimentado problemas de hacinamiento durante muchos años debido al rápido aumento de nuevos residentes en el área.

## Biblioteca
La Biblioteca Pública de Nueva York (NYPL) opera la sucursal de Huguenot Park en 830 Huguenot Avenue, cerca de la intersección con Drumgoole Road East. La sucursal abrió en enero de 1985, reemplazando lo que alguna vez fue el edificio más pequeño de la Biblioteca Pública de Nueva York, justo al este de la estación (todavía en pie). La sucursal de Huguenot Park posiblemente recibió su nombre en honor al nombre anterior de la cercana estación de tren de Staten Island.

## Transporte
El ferrocarril de Staten Island sirve a Huguenoten la estación de Huguenot. Huguenot también cuenta con los autobuses locales S55 y S56 en Luten Avenue, y los autobuses locales S59 y S78 en Hylan Boulevard. El servicio de autobús expreso es proporcionado por el SIM2 a lo largo de Huguenot Avenue y Woodrow Road, el SIM8 a lo largo de Woodrow Road, el SIM25 a lo largo de Foster Road y el SIM24 a lo largo de Huguenot Avenue.

## Galería

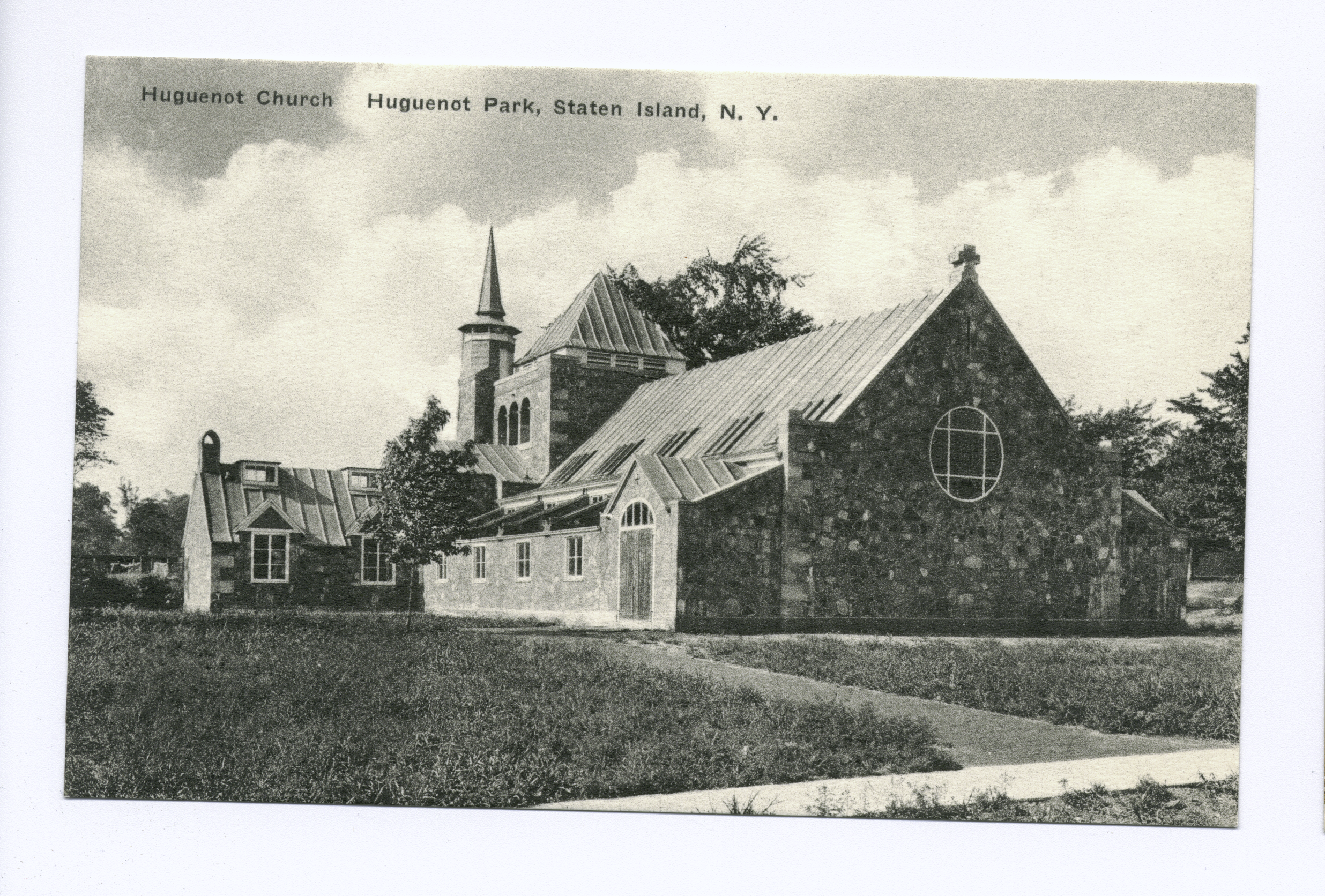
Biblioteca Pública de Nueva York, sucursal de Huguenot Park
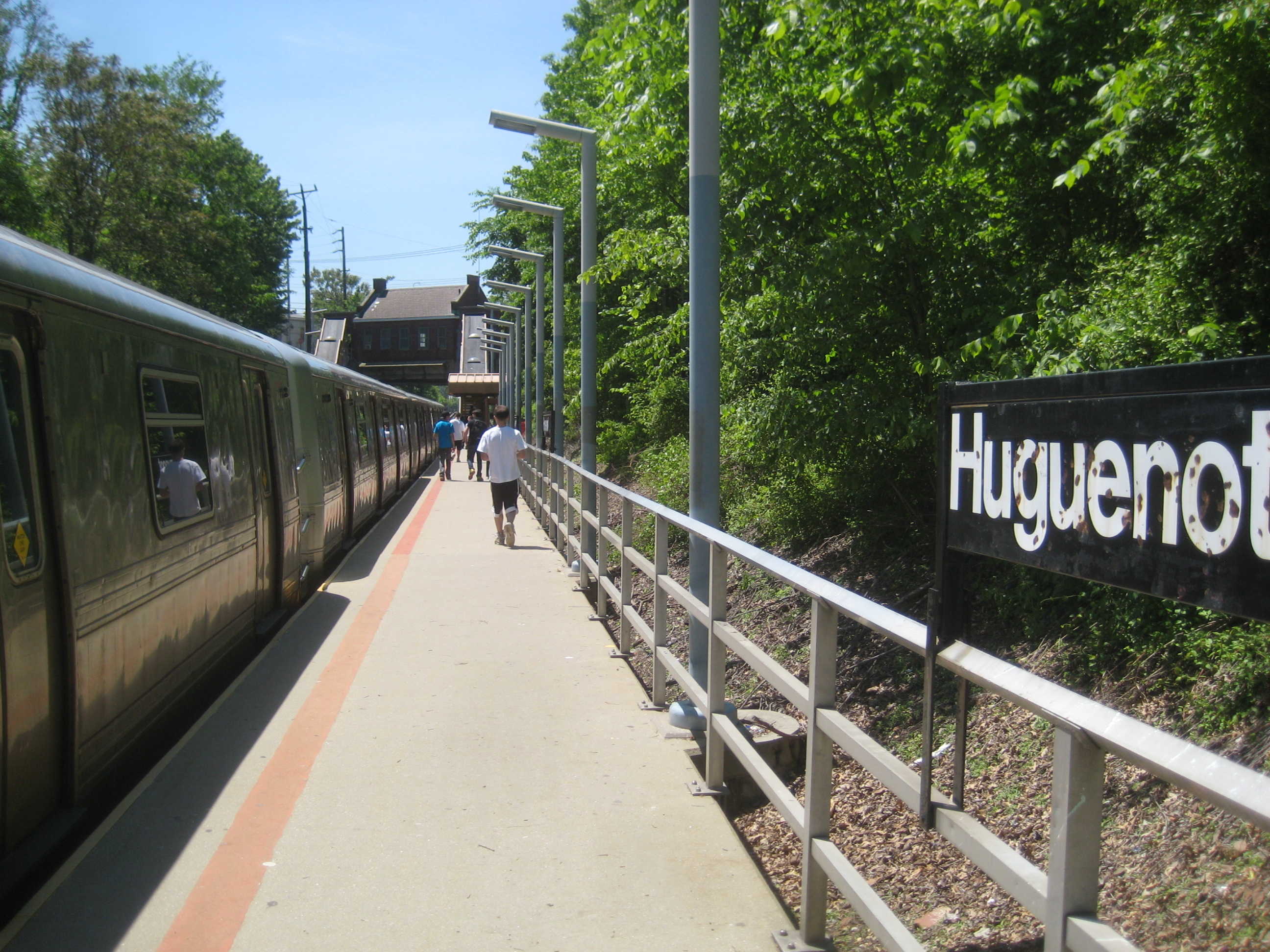
Estación de tren Huguenot